# Per-Åke Westerlund
Erik Per-Åke Westerlund, född 10 oktober 1956 i Arvidsjaur, är en svensk politiker och författare. Han var partiordförande för Rättvisepartiet Socialisterna och har skrivit boken Vänd dom aldrig ryggen (1996).